# Clotilde Tambroni
Clotilde Tambroni (Bologna, 29 giugno 1758 – Bologna, 2 giugno 1817) è stata una filologa, linguista e poetessa italiana.
È ricordata per essere stata la prima docente universitaria senza laurea, diventando docente di Particulae Grecae, nel 1793 presso l'Università di Bologna.

## Biografia
Nata da Paolo, cuoco originario di Castione de' Baratti nel Parmense, e da Maria Rosa Muzzi, era sorella del diplomatico ed erudito Giuseppe.
Mostrò una spiccata capacità di apprendimento, grazie alla quale imparò il greco antico, seguendo le lezioni private del grecista Emanuele Aponte, docente all'ateneo di Bologna. Questi, accortosi delle doti della giovane, decise di dedicarle maggiore attenzione, insegnandole anche il latino. Fu, secondo alcuni aneddoti dell'epoca, una delusione amorosa a spingere la giovane a dedicarsi completamente allo studio delle lingue antiche.
Nel 1792 entrò a far parte degli accademici dell'Arcadia, con lo pseudonimo di Doriclea Sicionia, e il 23 novembre 1793 ottenne, senza neanche possedere una laurea, la cattedra di Lingua Greca all'Università di Bologna, per la quale compose e lesse l'orazione inaugurale nel 1806. Si distinse anche nella conoscenza delle lingue moderne, tra le quali padroneggiava lo spagnolo, il francese e l'inglese.
Nel 1798, con l'avvento di Napoleone in Italia e la nascita della Repubblica Cisalpina, la Tambroni dovette lasciare la cattedra per essersi rifiutata di giurare fedeltà allo stato repubblicano cisalpino. Costretta ad abbandonare l'Italia, si rifugiò in compagnia del suo antico maestro, al quale era rimasta legata, in Spagna, dove entrò a far parte della Real Academia Española.
Nel 1799, per volere dello stesso Napoleone, la Tambroni poté rientrare in Italia e, poco più tardi, vedersi assegnare la cattedra di Lingua e Letteratura Greca (istituita nell'ateneo bolognese nel novembre del 1800), cattedra che mantenne fino al 15 novembre 1808, quando venne abolita.

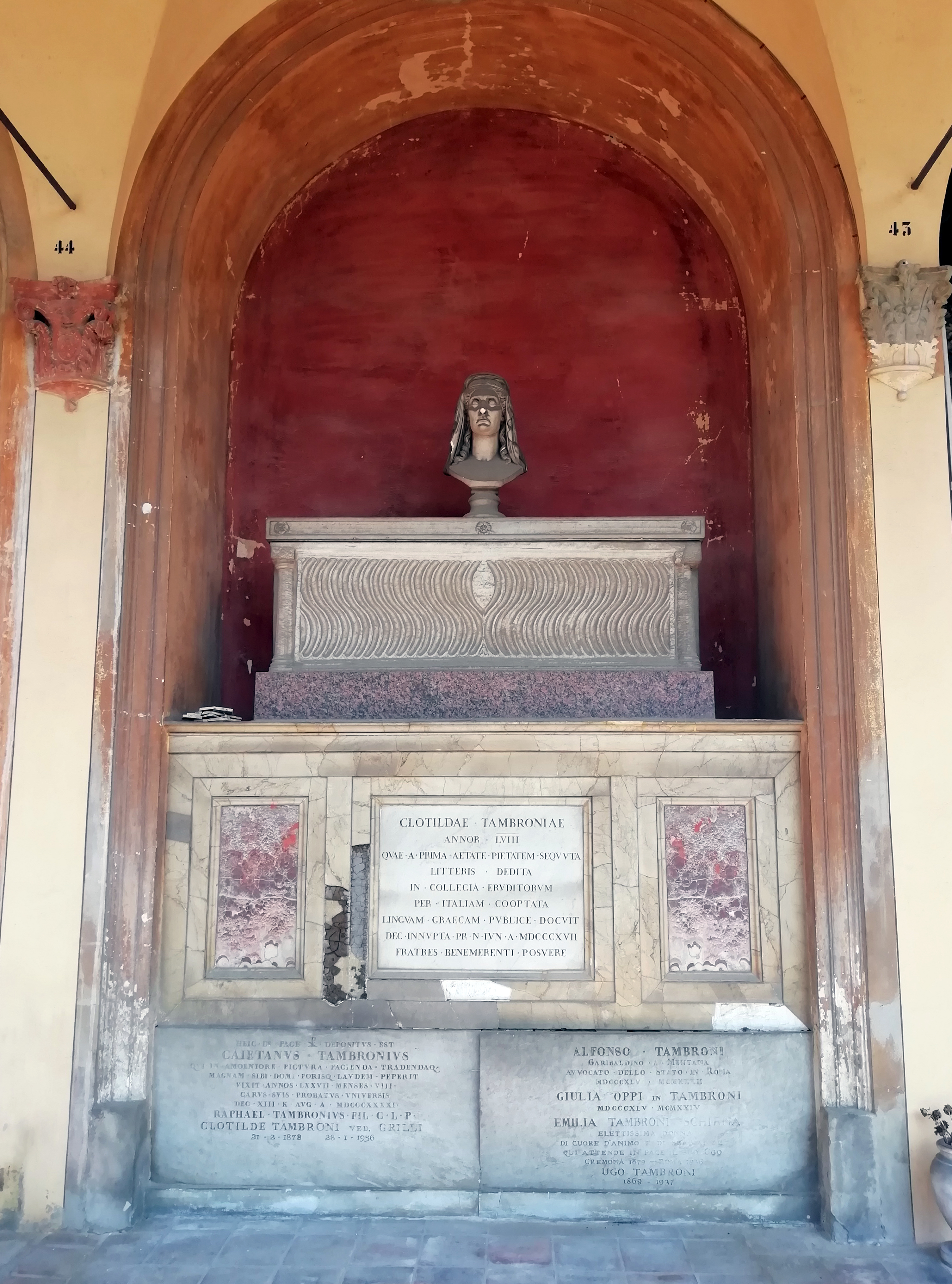
Tomba di Clotilde Tambroni nel cimitero monumentale della Certosa di Bologna, opera di Adamo Tadolini

Clotilde Tambroni è sepolta nel braccio di levante del Chiostro III del cimitero monumentale della Certosa di Bologna; in suo onore lo scultore Adamo Tadolini creò un busto marmoreo dietro la supervisione di Canova, amico personale dei fratelli Tambroni.

## Riconoscimenti
- Nel 1872 l'abate Luigi Taccani pubblicò un manuale pedagogico intitolato Clotilde Tambroni o la più nobile missione della donna.[12]
- Le città di Bologna, Parma e Rimini le hanno dedicato una via.
- Un suo ritratto ottocentesco è conservato al Museo Europeo degli Studenti[13]

## Componimenti
- Per le faustissime nozze del nobil uomo il signor conte Niccolò Fava Ghisilieri colla nobil donna la signora Gaetana Marescotti Berselli. Versi, co' tipi Bodoniani, Parma 1792.
- Pel felice parto della nobil donna signora contessa Susanna Jenisson Walworth Spencer. Ode greco-italiana, Stamp. S. Tommaso d'Aquino, Bologna 1792.
- Per la ricuperata salute dell'em.mo e rev.mo signor cardinale d. Andrea Gioannetti degnissimo arcivescovo di Bologna. Ode pindarica, stamp. S. Tommaso d'Aquino, Bologna 1793.
- Al nobile ed eccelso signor conte senatore Ferdinando Marescalchi Fava pel quinto solenne suo ingresso al gonfalonierato di giustizia della città e popolo di Bologna. Ode saffica greca, co' tipi Bodoniani, Parma 1794.
- (EL) Clotilde Tambroni, Elegia greca di Clotilde Tambroni in onore del celebre tipografo Giambatista Bodoni, traduzione di Giuseppe Maria Pagnini, Parma, Dalla Reale Tipografia Parmense, 1795. URL consultato il 25 maggio 2019.
- In lode del feld-maresciallo conte di Clairfait. Ode, Stamp. S. Tommaso d'Aquino, Bologna 1796.

## Epistolari
- Lettere inedite di Clotilde Tambroni, a cura di M.F. Sacchi, Tip. Agnelli, Milano 1804.
- Alcune lettere della celebre grecista Clotilde Tambroni, a cura di F. Raffaello, Tip. Corradetti, San Severino Marche 1870.
- Lettere di quattro gentildonne bolognesi, a cura di S. Battistini e C. Ricci, Tip. Monti, Bologna 1883.